# Aleksiej Krasikow
Aleksiej Siergiejewicz Krasikow, ros. Алексей Сергеевич Красиков (ur. 14 grudnia 1995 w Moskwie) – rosyjski hokeista.

## Kariera
- MHK Dmitrow (2012-2013)
- Atłanty Mytiszczi (2013-2015)
- Sibirskie Snajpiery Nowosybirsk (2015-2016)
- Sibir Nowosybirsk (2016-2020)
- HK Soczi (2020-2021)
- Spartak Moskwa (2021-)

Wychowanek klubu Pingwiny Moskwa. Początkowo był zawodnikiem drużyn juniorskich. W sezonie 2012/2013 grał w zespole w Dmitrowa w MHL-B. Następnie od 2013 przez trzy lata grał w MHL, pierwsze dwa sezony w Mytiszczi, a trzeci w Nowosybirsku. W obu przypadkach bywał także w kadrach meczowych seniorskich zespołów Atłant Mytiszczi i Sibir Nowosybirsk, jednak w tym okresie nie zadebiutował w rozgrywkach KHL. W barwach Sibiru grał w KHL od sezonu KHL (2016/2017) i w październiku 2016 przedłużył tam kontrakt o trzy lata, w maju 2018 o kolejne dwa, a kwietniu 2020 prolongował umowę ponownie o trzy lata. Na początku listopada 2020 opuścił klub. Wkrótce potem został bramkarzem HK Soczi, wiążąc się rocznym kontraktem. Z końcem kwietnia 2021 odszedł z klubu. Od maja 2021 zawodnik Spartaka Moskwa.

## Sukcesy
Klubowe
- Pierwsze miejsce w Dywizji Centrum w sezonie zasadniczym MHL: 2015 z Atłantami Mytiszczi

Indywidualne
- MHL-B (2012/2013):
  - Trzecie miejsce w klasyfikacji średniej goli straconych na mecz w sezonie zasadniczym: 1,77[10]
  - Szóste miejsce w klasyfikacji skuteczności interwencji w sezonie zasadniczym: 92,4%[11]
- MHL (2013/2014):
  - Ósme miejsce w klasyfikacji średniej goli straconych na mecz w fazie play-off: 2,00[12]
  - Pierwsze miejsce w klasyfikacji skuteczności interwencji w fazie play-off: 94,4%[13]
- MHL (2015/2016):
  - Najlepszy bramkarz miesiąca: listopad 2015
  - Mecz Gwiazd MHL
  - Dziewiąte miejsce w klasyfikacji średniej goli straconych na mecz w sezonie zasadniczym: 2,15[14]
  - Pierwsze miejsce w klasyfikacji skuteczności interwencji w sezonie zasadniczym: 94,2%[15]
  - Ósme miejsce w klasyfikacji średniej goli straconych na mecz w fazie play-off: 2,47[16]
  - Szóste miejsce w klasyfikacji skuteczności interwencji w fazie play-off: 92,9%[17]
- KHL (2016/2017):
  - Najlepszy pierwszoroczniak tygodnia - 28 sierpnia 2016, 23 października 2016
- KHL (2017/2018):
  - Mecz Gwiazd KHL
  - Drugie miejsce w klasyfikacji skuteczności interwencji w sezonie zasadniczym: 93,9%
- KHL (2019/2020):
  - Najlepszy bramkarz tygodnia - 28 lutego 2020[18]